# Walking in Memphis
"Walking in Memphis" är en låt från amerikanska sångaren och låtskrivaren Marc Cohns självbetitlade musikalbum Marc Cohn från 1991. Den har med åren blivit något av hans signaturmelodi. Sången har bland annat referenser till Elvis Presley och W. C. Handy.

## Chers version
Cher spelade in en cover på sången 1995. Den släpptes på singel och placerade sig därefter som #11 i Storbritannien.

### Listplaceringar
| Lista (1995)      | Topplacering |
| ----------------- | ------------ |
| Europa            | 36           |
| Norge             | 7            |
| Storbritannien    | 11           |
| Sverige           | 13           |
| Turkiet (Airplay) | 2            |
| Tyskland          | 63           |
| Österrike         | 17           |

## Calle Kristianssons version
Calle Kristiansson spelade in en cover på låten år 2009. Låten blev en av de mest spelade låtarna i Sverige år 2010, och har spelats in i otaliga liveinspelningar i radio. Låten släppte som singel och finns med på Calles självbetitlade album. Låten placerade sig #5 i Sverige.

### Listplaceringar
| Lista (2009) | Topplacering |
| ------------ | ------------ |
| Sverige      | 5            |